# Chiesa dell'Angelo Custode (Ascoli Piceno)
La chiesa dell’Angelo Custode è un luogo di culto cattolico, ubicato in piazza Cecco d'Ascoli  nella zona ovest del centro storico di Ascoli Piceno, nelle vicinanze della chiesa del Santissimo Crocifisso dell'Icona e delle mura medievali con Porta Romana.

## Storia e descrizione
Iniziata a costruire dal 1646 per opera degli Agostiniani Scalzi.
La facciata in travertino, disegnata nel 1679 dall’architetto Carlo Rainaldi, si presenta con due monumentali colonne di ordine corinzio addossate a lesene dello stesso ordine. I lavori di realizzazione furono affidati nel 1684 allo scultore Giuseppe Giosafatti, ma restarono interrotti a circa i due terzi della costruzione.
L’interno, ad una navata voltata a botte, comprende il monumentale altare maggiore in legno disegnato dallo stesso Rainaldi, oltre a quattro cappelle, di pianta rettangolare trasversale come quella del presbiterio. Un altare laterale, barocco, venne realizzato in stucco nel 1663 dal celebre stuccatore durantino Tommaso Amantini.